# Leu (zodie)
Leul (♌) este un semn zodiacal aflat în perioada 23 iulie - 22 august pentru zodiacul tropical și în intervalul 10 august–16 septembrie pentru zodiacul Sideral. Simbolul asociat cu această zodie este un leu.